# Bać
Pour les articles homonymes, voir Bac.
Bać (en serbe cyrillique : Баћ) est un village du nord-est du Monténégro, dans la municipalité de Rožaje.

## Démographie

### Évolution historique de la population
| 1948 | 1953 | 1961 | 1971 | 1981 | 1991 | 2003 |
| ---- | ---- | ---- | ---- | ---- | ---- | ---- |
| 321  | 365  | 382  | 439  | 547  | 667  | 669  |